# Вдох-выдох (роман)
«Вдох-выдох», в издательстве «Амфора» вышла под названием «Качели дыхания» — (нем. Atemschaukel) роман лауреата Нобелевской премии по литературе 2009 года Герты Мюллер (нем. Herta Müller), изданный в 2009 году.
В романе рассказывается история семнадцатилетнего трансильванского немца Лео Ауберга, депортированного в СССР в 1945 году. В основу сюжета автором романа положена история румынского немецкоязычного поэта Оскара Пастиора, умершего в 2006 году. Мать Герты Мюллер также была депортирована в СССР.
Роман «Вдох-выдох» вышел в издательстве «Hanser Verlag» и был номинирован на наиболее престижную немецкую литературную премию Deutscher Buchpreis 2009 года.

## Перевод на русский язык
- Качели дыхания / Перевод с немецкого М. Белорусца. СПб.: Амфора, 2011